# Propostas de criação de um Estado judeu
Já houve diversas propostas de criação de um estado judeu ao longo da história judaica, desde a destruição do antigo Israel à formação do estado moderno de Israel. Embora algumas destas tenham vindo a existir, outras nunca foram implementadas. O termo "pátria nacional judaica" geralmente se refere ao Estado de Israel ou à Terra de Israel, dependendo das crenças político-religiosas do falante. Os judeus e seus aliados, bem como seus críticos e os antissemitas fizeram propostas para a criação de estados judeus.

## Plano Andínia
O plano Andínia (espanhol: plan Andinia) refere-se a tanto ideias antigas (que remontam ao século XIX) de estabelecer um estado judeu em partes da Argentina quanto a um suposto plano contemporâneo.
O plano do século XIX vem de Theodor Herzl em sua publicação de 1896, Der Judenstaat, na qual tanto a Argentina quanto a Palestina foram propostas como sítios potenciais da pátria judaica. O nome e detalhes do plano contemporâneo têm ampla circulação em grupos radicais de direita na Argentina e do Chile, mas evidências de sua existência nunca foram encontradas, fazendo deste um exemplo de uma teoria da conspiração. Além disto, a Argentina é o lar de uma das maiores comunidades judaicas do mundo.

## Cidade de Ararat

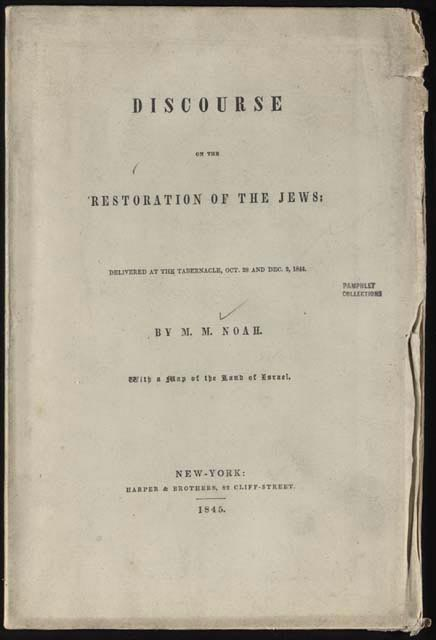
A imagem acima mostra a página 1 da publicação de 1844 Discourse on the Restoration of the Jews, escrita por M.M. Noah. A página 2 mostra o mapa da terra de Israel.

Em 1820, como precursor do sionismo moderno, Mordecai Manuel Noah tentou fundar uma pátria judaica na ilha de Grand Island, situada no Rio Niágara, a ser chamada "Ararat," fazendo referência ao Monte Ararate, o local de repouso bíblico da arca de Noé. Ele erigiu um monumento na ilha que dizia "Ararat, uma cidade de refúgio para os judeus, fundada por Mordecai M. Noah no mês de Tishri, 5586 (Setembro de 1825) e no quinquagésimo ano da independência americana."  Alguns especulam se suas ideias utópicas poderiam ter influenciado Joseph Smith, que fundou o movimento dos Santos dos Últimos Dias no estado de Nova Iorque alguns anos depois. No seu Discurso sobre a restauração dos judeus, Noah proclamou sua fé de que os judeus retornariam e reconstruiriam sua antiga pátria e pedia aos Estados Unidos que liderassem essa empreitada.

## Programa do Uganda Britânico
O Programa do Uganda Britânico era um plano que envolvia a doação de uma parcela da África Oriental Britânica ao povo judeu como pátria.
A oferta foi feita pela primeira vez pelo Secretário Colonial Britânico Joseph Chamberlain para o grupo sionista de Theodor Herzl  em 1903. Ele ofereceu 5.000 milhas quadradas (13.000 quilômetros quadrados) do planalto de Mau no que é hoje o Quênia. A oferta foi uma resposta aos pogroms na Rússia, e esperava-se que a área pudesse servir de refúgio para o povo judeu.
A ideia foi levada ao sexto encontro do congresso da Organização Sionista Mundial em 1903, na Basileia. Lá, um debate feroz aconteceu.  A terra africana foi descrita como uma "antecâmara da Terra Santa", mas outros grupos pensavam que a aceitação da proposta dificultaria o estabelecimento de um estado judeu na Palestina. Antes da votação sobre o assunto, a delegação russa saiu, em oposição. No final, a moção para considerar o plano passou por 295 a 177 votos.
No ano seguinte, uma delegação de três homens foi enviada para inspecionar o planalto. Sua alta elevação dava-lhe um clima temperado, tornando-o adequado para a colonização europeia. No entanto, os observadores encontraram um terreno perigoso, repleto de leões e outras criaturas. Além disso, a área era povoada por um grande número de massais, que não eram favoráveis a um influxo de migrantes europeus.
Depois de receber este relatório, o Congresso decidiu, em 1905, recusar educadamente a oferta britânica. Alguns judeus, que viram a decisão como um erro, formaram a Organização Judaica Territorialista, com o objetivo de estabelecer um estado judeu em qualquer lugar.

## O Oblast Autônomo Judaico da URSS
Em 28 de março de 1928, a Presidência do Comitê Geral Executivo da União Soviética passou o decreto "Sobre a fixação proposta pelo Komzet de território livre próximo ao rio Amur no Extremo Oriente para o assentamento dos judeus trabalhadores". O decreto dizia que havia "uma possibilidade de criação de uma unidade administrativa territorial judaica no território da tal região".
Em 20 de agosto de 1930, o Comitê Executivo Geral da República Soviética da Rússia (RSFSR) aceitou o decreto "Sobre a formação da região nacional de Birobidjan na estrutura do Território do Extremo Oriente". O Comitê de Planejamento do Estado considerava a região nacional de Birobidjan como uma unidade econômica distinta. Em 1932, os primeiros censos programados de desenvolvimento da região foram considerados e autorizados.
Em 7 de maio de 1934, a Presidência aceitou o decreto sobre a sua transformação na Região Autônoma Judaica dentro da República Russa. Em 1938, com a formação do Território de Khabarovsk, a Região Autônoma Judaica (RAJ) foi incluída em sua estrutura.
De acordo com a política nacional de Joseph Stalin, cada um dos grupos nacionais que formavam a União Soviética receberia um território no qual buscaria obter autonomia cultural numa estrutura socialista. Nesse sentido, foi também uma resposta a duas supostas ameaças ao estado soviético: O judaísmo, que ia contra a política oficial do estado de ateísmo institucionalizado; e o sionismo, a criação do moderno Estado de Israel, que ia contra a visão soviética de nacionalismo. A ideia era criar um novo "Sião Soviético", onde uma cultura judaica proletária poderia se desenvolver. O iídiche, em vez do hebreu, seria a língua nacional, e uma nova literatura e artes socialistas iriam substituir a religião como a principal forma de expressão da cultura.
A teoria de Stalin sobre a Questão Nacional mantinha que um grupo só podia ser uma nação se tivesse um território, e uma vez que tecnicamente não havia território judeu, os judeus não eram uma nação e não tinham direitos nacionais. Os judeus comunistas argumentaram que a maneira de resolver este dilema ideológico era criar um território judeu, daí a motivação ideológica para o Oblast Autônomo Judaico. Politicamente, ele também foi considerado desejável por criar uma pátria judaica soviética como uma alternativa ideológica ao sionismo e à teoria apresentada pelos sionistas socialistas como Ber Borochov, que dizia que a questão judaica poderia ser resolvida com a criação de um território judeu na Palestina. Assim, Birobidjan era importante para fins de propaganda, como um argumento contra o sionismo, que era uma ideologia rival do marxismo entre judeus de esquerda.
Outro objetivo importante do projeto de Birobidjan era aumentar a população do remoto Extremo Oriente soviético, especialmente ao longo da fronteira chinesa vulnerável. Em 1928, não havia praticamente nenhum assentamento na área, enquanto os judeus tinham raízes profundas na metade ocidental da União Soviética, na Ucrânia, Bielorrússia e na Rússia nuclear. Na verdade, houve inicialmente algumas propostas para a criação de uma república judaica soviética na Crimeia ou em parte da Ucrânia, mas estas foram rejeitadas por temores de antagonizar os não-judeus nessas regiões.
A geografia e o clima de Birobidjan eram duros, a paisagem, em grande parte um pântano, e quaisquer novos colonos teriam de construir suas vidas a partir do zero. Alguns até mesmo alegavam que Stalin também haveria sido motivado por antissemitismo na escolha de Birobidjan; que ele queria manter os judeus tão longe dos centros de poder quanto possível, mesmo com judeus como Lazar Kaganovich ocupando cargos importantes na época em diversos países socialistas da Europa Oriental. Por outro lado, os ucranianos e crimeanos estavam relutantes em ter um lar nacional judaico esculpido em seu território, mesmo que a maioria dos judeus soviéticos morasse lá, e havia muito poucos territórios alternativos sem outros estados-nações que já os reivindicassem.

## Plano Fugu
Apesar de haver pouca evidência que sugere que os japoneses já contemplavam um estado judeu ou uma região autônoma judaica, os rabinos Marvin Tokayer e Mary Swartz publicaram um livro chamado O Plano Fugu em 1979. Neste livro parcialmente ficcional, Tokayer e Swartz deram o nome de Plano Fugu ou Trama de Fugu (河豚計画, Fugu keikaku) a memorandos escritos no  Japão imperial da década de 1930 propondo o assentamento de refugiados judeus das partes da Europa ocupadas pelos nazistas em territórios japoneses. Tokayer e Swartz afirmam que o plano, que era visto por seus defensores como arriscado porém potencialmente benéfico para o Japão, foi nomeado fazendo menção à palavra japonesa que designa o baiacu, uma iguaria que pode ser fatalmente venenosa se preparada incorretamente.
Tokayer e Swartz baseiam suas alegações nas declarações feitas pelo capitão Koreshige Inuzuka. Alegavam que este plano haveria sido discutido pela primeira vez em 1934 e concretizado em 1938. Era apoiado por indivíduos notáveis, como Inuzuka, Ishiguro Shiro e Norihiro Yasue;  no entanto, a assinatura do Pacto Tripartite em 1941 e outros eventos impediram sua aplicação integral. Os memorandos não levavam o nome de Plano Fugu.
Ben-Ami Shillony, professor da Universidade Hebraica de Jerusalém, confirma que as demonstrações sobre as quais Tokayer e Swartz baseavam sua alegação foram expostas fora de contexto, e que a tradução com a qual eles trabalhavam era falha. A visão de Shillony é apoiada por Kiyoko Inuzuka.  Em 'Os judeus e os japoneses: Os forasteiros bem-sucedidos', ele questionava se os japoneses já haveriam contemplado estabelecer um Estado judeu ou uma região autônoma judaica.

## Plano Madagascar
O Plano Madagascar foi uma política sugerida no governo da Alemanha nazista, que consistiria em realocar à força a população judaica da Europa para a ilha de Madagascar.
A evacuação dos judeus europeus para a ilha de Madagascar não era um conceito novo. Henry Hamilton Beamish, Arnold Leese, Lord Moyne, o estudioso alemão Paul de Lagarde e os governos britânico, francês e polaco contemplaram a ideia.  A Alemanha nazista apoderou-se da ilha, e em maio de 1940, em seu Reflexões sobre o tratamento dos povos de raças alienígenas no Oriente, Heinrich Himmler declarou: "Espero que o conceito de judeus seja completamente extinto através da possibilidade de uma grande emigração de todos os judeus para a África ou alguma outra colônia."
Apesar de alguma discussão sobre este plano haver sido levada adiante a partir de 1938 por outros ideólogos nazistas bem conhecidos, tais como Julius Streicher, Hermann Göring e Joachim von Ribbentrop, foi só em junho de 1940 que o plano foi posto em movimento. Como a vitória na França era iminente, ficou claro que todas as colônias francesas logo estariam sob controle alemão, e o Plano Madagascar poderia ser realizado. Considerou-se também que um possível tratado de paz com a Grã-Bretanha colocaria a marinha britânica à disposição da Alemanha para uso na evacuação.

## Guiana Britânica
Em março de 1940, a questão relativa a uma pátria judaica alternativa foi levantada e a Guiana Britânica (atual Guiana) foi discutida neste contexto. Todavia, o governo britânico decidiu que "a questão é muito problemática para admitir a adoção de uma política definida e deve ser deixada para algum governo futuro decidir nos próximos anos".

## Port Davey
Com o apoio do então primeiro-ministro da Tasmânia, Robert Cosgrove (no cargo desde 1939), Critchley Parker propôs a criação de um assentamento judaico em Port Davey, no sudoeste da Tasmânia. Parker inspecionou a área, mas a sua morte em 1942 pôs fim à ideia.